# 三丈寺站
三丈寺站是一个陇海线上的铁路车站，位于河南省宁陵县逻岗乡，建于1915年，目前为四等站，邮政编码为476742。目前客运：办理旅客乘降；不办理行李、包裹托运；货运：办理整车货物发到。